# Le Bouscat
Le Bouscat är en kommun i departementet Gironde i regionen Nouvelle-Aquitaine i sydvästra Frankrike. Kommunen ligger i kantonen Le Bouscat som tillhör arrondissementet Bordeaux. År 2022 hade Le Bouscat 24 262 invånare.

## Befolkningsutveckling
Antalet invånare i kommunen Le Bouscat
Referens:INSEE